# 10057 L'Obel
10057 L'Obel (1988 CO1) là một tiểu hành tinh vành đai chính được phát hiện ngày 11 tháng 2 năm 1988 bởi E. W. Elst ở Đài thiên văn Nam Âu. Nó được đặt theo tên Matthias de l'Obel, a Flemish physician và botanist.